# Liubomudrivka, Borzna
Liubomudrivka (în ucraineană Любомудрівка) este un sat în orașul raional Borzna din regiunea Cernihiv, Ucraina.

## Demografie
Componența lingvistică a localității Liubomudrivka
     Ucraineană (97,62%)
     Rusă (2,38%)
Conform recensământului din 2001, majoritatea populației localității Liubomudrivka era vorbitoare de ucraineană (97,62%), existând în minoritate și vorbitori de rusă (2,38%).